# 藤元総合病院
藤元総合病院（ふじもとそうごうびょういん） は、宮崎県都城市にある民間総合病院であり、一般社団法人 藤元メディカルシステムの基幹病院。
宮崎県と鹿児島県の地域医療の中核をなす医療機関であり、地域周産期母子医療センター、臨床研修指定病院、第二種感染症指定医療機関を担っている。

## 概要
一般社団法人 藤元メディカルシステムは、4つの系列病院と58の関連施設を有する医療グループである。総病床数は1183床 (宮崎県最大規模)で、全国的にも非常に大規模な病院グループの1つとされている。

藤元メディカルシステムの基幹病院である藤元総合病院は、サイバーナイフ、ガンマナイフ、リニアック、PET等の先端医療機器を数多く有し、九州を代表する民間病院の一つとなっている。藤元総合病院は、宮崎県と鹿児島県の救命救急、地域周産期医療を担う中核病院であり、1999年（平成11年）に第二種感染症指定医療機関、2003年（平成15年）には地域周産期母子医療センターに指定されている。日本で核磁気共鳴画像法MRI（常伝導垂直型MARK-J）を放射線医学総合研究所に次いで民間病院で初めて導入した病院としても知られる。

## 歴史
1942年（昭和17年）に創設者の藤元静雄が藤元医院として開設したのが前身。1951年（昭和26年）に医療法人八日会（ようかかい）藤元病院となった。その後、1955年（昭和30年）に医療法人八日会は社団法人八日会へと組織変更し、1960年（昭和35年）には藤元病院は藤元早鈴病院へ病院名を変更した。

2013年（平成25年）、社団法人八日会は一般社団法人藤元メディカルシステムへと組織変更を行い、藤元早鈴病院は藤元総合病院へと病院名を変更した。

## 診療科
以下の診療科の診療を行っている。
| - 内科 - 消化器科 - 呼吸器科 - 循環器科 - 神経内科 - 外科 - 整形外科 - 脳神経外科 - 心臓血管外科 - 皮膚科 - 泌尿器科 - 産婦人科、NICU - 眼科 - 耳鼻いんこう科 - 放射線科 - 歯科 - 歯科口腔外科 - リハビリテーション科 - 麻酔科 |